# La Chapelle-sur-Loire

La Chapelle-sur-Loire este o comună în departamentul Indre-et-Loire, Franța. În 1 ianuarie 2022 avea o populație de 1.472 de locuitori.